# مایکل گرینفیلد
مایکل گرینفیلد (متولد ۱۳ سپتامبر ۱۹۸۵) بازیکن سابق راگبی ۱۳ نفره اهل استرالیا است که در سال ۲۰۰۰ تا ۲۰۱۰ بازی می‌کرد. وی در لیگ باشگاه‌های راگبی (NRL)، به عنوان پیشران یا ردیف دوم بازی کرد. او عضو تیم برنده چالش باشگاه دراگون در سال ۲۰۱۱ بود.

## اوایل زندگی
گرینفیلد در لیورپول، نیو ساوت ولز استرالیا متولد شد، او در دبیرستان ورزشی وست‌فیلد (Westfields) تحصیل کرد. وی قبل از شروع به راگبی با بازی بسکتبال دوران مدرسه خود را گذراند، پس از گذشت دوران دبیرستان و مدرسه وی شروع به بازی در ورزش راگبی نمود.

## بازی حرفه ای در لیگ
گرینفیلد بازی حرفه ای خود را در لیگ راگبی با تیم کراوللا-ساترلند کوسه آغاز کرد، که در آن بازی در سال ۲۰۰۴ انجام داد. او سپس به تیم رَبیتوس شمالی رفت و در ۲۴ مسابقه NRL در چهار فصل بازی کرد. وی از فصل ۲۰۱۰ با تیم دراگون‌های سنت جورج قرار داد بست و بعداً قرارداد خود را تا فصل ۲۰۱۱ تمدید کرد.
گرینفیلد برای بازی در رقابت‌های باشگاه جهانی ۲۰۱۱ در تاریخ ۲۷ فوریه ۲۰۱۱ در مرکز شهر با بازی در مقابل لیگ برتر سوپر لیگ ۲۰۱۰، ویگان واریزورز انتخاب شد. در ادامه بازی ۲۱–۱۵ برنده شدند. در پایان فصل ۲۰۱۱، وی قراردادش با سنت جورج به پایان رسید و با ملبورن طوفان قرار داد بست.
او اولین بازی خود در ملبورن طوفان را در دوره ۱۲ از فصل NRL ۲۰۱۲ در برابر برانکو انجام داد. در زمان حضور در ملبورن، وی از ناحیه شانه، آسیب دید و نتوانست بازی را ادامه بدهد.